# الكلية العسكرية (العراق)
الكلية العسكرية هي أقدم أكاديمية ومنشأة عسكرية في العراق والوطن العربي، أسست في 12 أيار عام 1924 وسُميت المدرسة العسكرية الملكية، وكانت الغاية من إنشائها تدريب طلاب لائقين ليكونوا ضباطا للجيش أكفاء في عملهم وعلمهم وثقافتهم العسكرية العامة.
كان أول آمر للكلية العسكرية آنذاك هو المقدم جميل فهمي عبد الوهاب، استقبلت الكلية العسكرية الكثير من البعثات من الدول العربية ففي عام 1936 قُبل مجموعة من دولة اليمن واستقبلت الكلية كذلك بعثة من المملكة الأردنية الهاشمية، وصدر نظام الكلية العسكرية الملكية الرقم 34 لسنة 1945 المتضمن بأن تمنح الكلية الشهادة العليا ومدة الدراسة فيها ثلاثة أعوام.
تخرج من الكلية العسكرية الأولى عدد من الرؤساء والضباط القادة العراقيين، وكذلك تخرج منها بعض الضباط من الدول العربية، ومن أبرز هؤلاء الرؤساء والضُباط، الرئيس الليبي العقيد معمر القذافي، والرئيس العراقي محمد نجيب الربيعي، والفريق الركن عبد الكريم قاسم والفريق طاهر يحيى.
كان شعارها باللون الأخضر وخطت عليه كلمة الله-الوطن-الملك وبإسم الكلية العسكرية الملكية ويعلو ذلك التاج الملكي وتحته رسم تقاطع بين السيف والبندقية.

## التسمية
تأسست الكلية العسكرية في عهد المملكة العراقية عام 1924م وسُميت بـالمدرسة العسكرية الملكية، ثم بقرار الإرادة الملكية في عام 1942م سُميت باسم الكلية العسكرية الملكية وأستمر هذا الأسم متداولاً حتى انقلاب 14 تموز 1958م، حيث حُذف أسم «الملكية» وتم الإبقاء على أسم الكلية العسكرية.

## الموقع

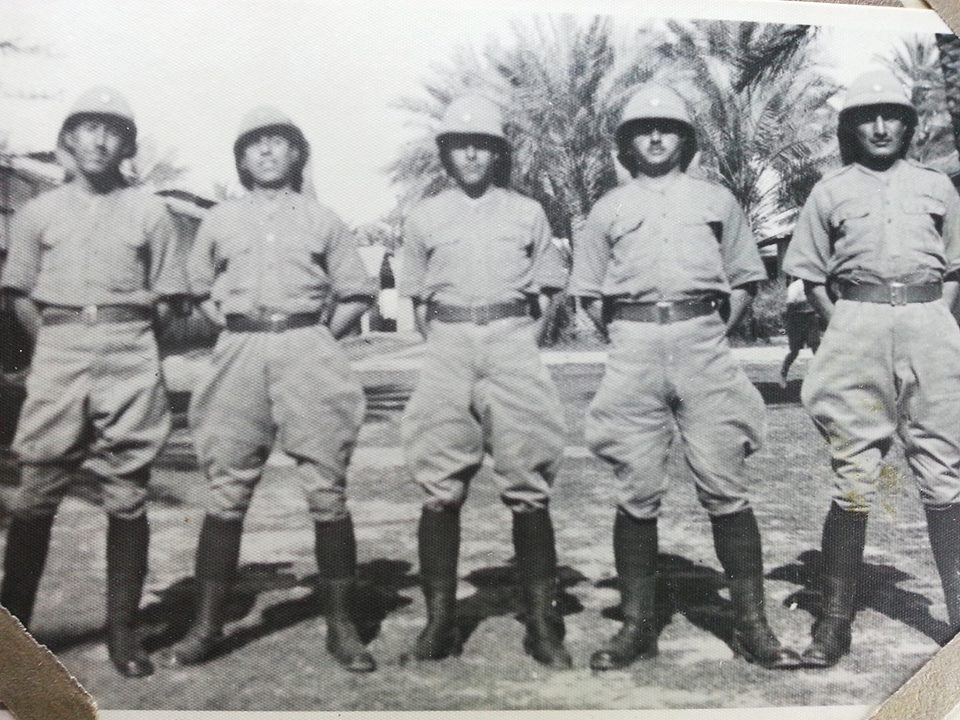
تخرج الدورة 18 من الكلية العسكرية الملكية في الرستمية بغداد ويظهر عدد من ضباط الجيش العراقي الملكي حديثي التخرج من ضمنهم خليل جاسم الاول من اليمين 1940.

تقع الكلية في الرستمية على بعد 6 أميال (9.5 كم) جنوب شرق مدينة الصدر في بغداد. بين منشأة حرق النفايات ومحطة معالجة مياه الصرف الصحي، مما يجعله موقعا ترتفع فيه مستويات تلوث الهواء إلى نسب كبيرة وخطيرة في الوقت نفسه، معروف أيضًا بأنه الموقع الوحيد الذي استهدف عدة مرات بواسطة قصفه (بقنابل لوب).
كان أول مقر لها يقع في الثكنة الشمالية في بغداد، وبعد حادثة الفيضان في بغداد تعرض مبنى الكلية العسكرية إلى الغرق في عام 1926 وتم نَقل المَقر إلى منطقة الكرادة الشرقية، وفي تموز 1947 نقلت إلى ثكناتها الجديدة في الرستمية.

## التاريخ والتأسيس

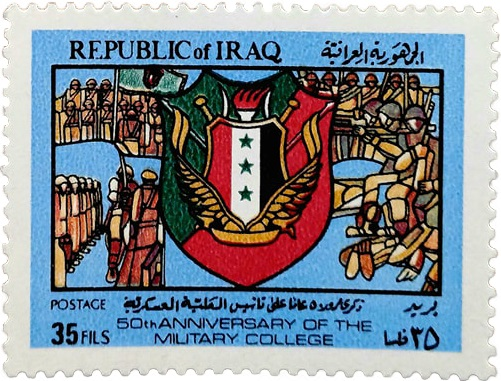
طابع بريدي عراقي بمناسبة مرور خمسون عام على تأسيس الكلية العسكرية

أسست القوات البريطانية الأكاديمية العسكرية العراقية في الرستمية عام 1924 لتدريب الضباط للجيش الملكي العراقي الذي أنشئ حديثًا، وأسستها الأكاديمية العسكرية الملكية في ساندهيرست ، بيركشاير  بإنجلترا. تخرج الدفعة الأولى من الضباط العراقيين عام 1927.
في الثاني عشر من أيار/مايو، 1924 تأسست المَدرسة العسكرية والتحقت الدورة الأولى من المتطوعيين وكان في حفل الإفتتاح الملك العراقي فيصل الأول، وحضر الحفل الوزراء وكبار مسؤولي الدولة والمندوب السامي البريطاني بيرسي كوكس، وكان عدد طلاب الدورة 68 طالباً، وتَقرر أن تكون مدة الدورة ثلاث سنوات على أن تلتحق إلى المَدرسة دورة جديدة في بدء كل سنة دراسية، ليكون في المَدرسة ثلاثة صفوف سميت بالمستجد والمتوسط والمتقدم.
وهنالك مصادر أخرى تقول أن تأسيس الكلية العسكرية العراقية كان في 1 أبريل، 1921 حيث فتح صف دراسي صغير في غرفة السراي ضم 20 ملازماً عراقياً نقلوا بعد ذلك إلى الصف الأول التابع للكلية العسكرية التي تأسست بصورة رسمية بتاريخ 19 يوليو، 1921، وقد التحق بها 156 ضابطاً تتراوح رتبهم ما بين مقدم وملازم.
أصبحت المدرسة الحربية تسمى بالمدرسة العسكرية بعد صدور الإرادة الملكية بمنح الخريجين من الدورة الأولى التي تخرجت في تموز عام 1927 رتبة ملازم ثانِ في الجيش العراقي.
استولت الولايات المتحدة على معسكر الرستمية من قبل خلال حرب العراق. وأعيد افتتاح الأكاديمية تحت إشراف الناتو في 2005/2006. ثم أعادت الولايات المتحدة في عام 2009 السيطرة على معسكر الرستمية لقوات الأمن العراقية.

## تطور الكلية العسكرية 1921 - 1932

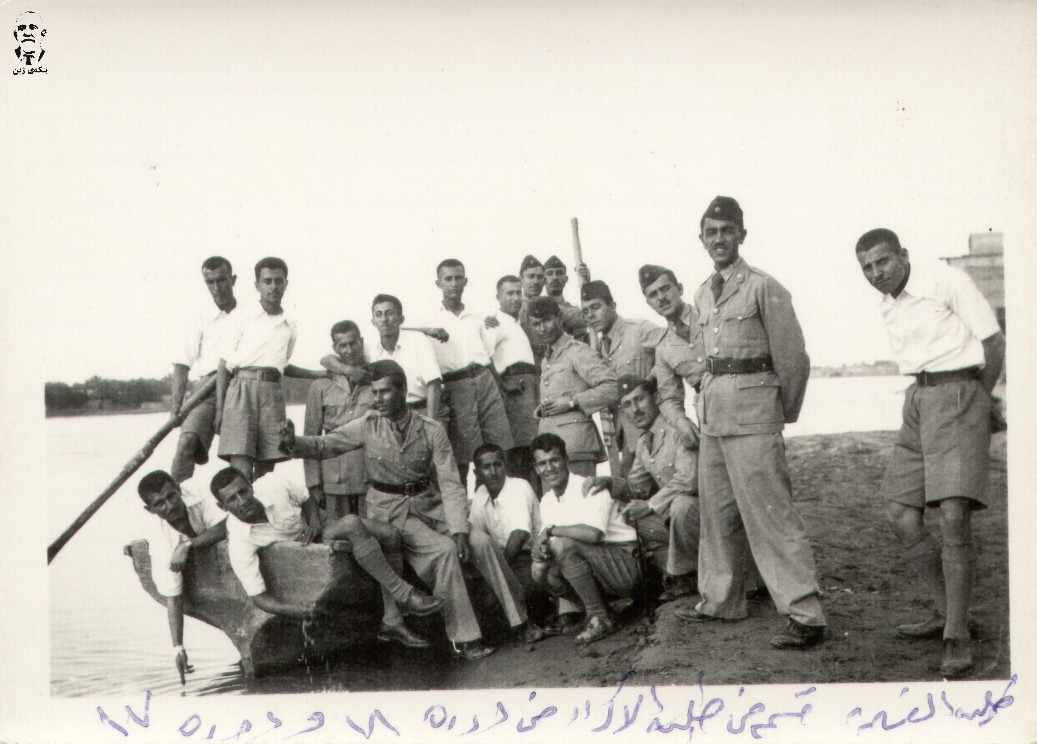
الكلية العسكرية في عام 1939.

افتتحت الكلية العسكرية أربعة أجنحة وهي كالآتي: جناح التلاميذ المستجدين، جناح الرمي، جناح المخابرة، جناح القادة الأحداث. وقد فتحت الكلية عام 1922 دورات متعددة منها: دورة التلاميد الحربيين، دورتين للمخابرة، ثلاث دورات للرمي، دورة القادة الأحداث.
بلغ عدد الطلاب الناجحين في الكلية لعام 1922-1923 من الضباط 95 ومن ضباط الصف 253. وبعد توسعها ألغيت الكلية بناء على توصيات اللجنة المالية في 3 يناير 1923 ثم أُعيد فتحها في سنة 1924، وكانت من أهم المواد التي تُدرس فيها، العربي، والإنكليزي، والتاريخ العسكري، والجغرافيا العسكرية، وطبوغرافية، ورياضيات، والإستحكام (هندسة الميدان) وتاريخ عام، وإداراة وقوانين، تعبئة، بالإضافة إلى موضوعات التدريس العسكري. وفي سنة 1926 كانت الكلية تتألف من ثلاثة صفوف، وأصبحت للكلية أهميتها بحيث كان مجلس الأمة يتناقش في تحسين مستواها.
قسّم وزير الدفاع نوري السعيد تلاميد الكلية العسكرية إلى ثلاث طبقات:
- الطبقة المتعلمة التي أكملت الدراسة الثانوية.
- الطبقة الوسط وهم الذين أكملوا الدراسة الابتدائية ودرسوا في صف أو صفين في الدراسة المتوسطة.
- أبناء رؤساء العشائر.

وقد اتجهت الحكومة إلى قبول أبناء رؤساء العشائر دون الإهتمام بتوفر الشروط اللازمة للقبول إلا أن رئيس الوزراء توفيق السويدي عارض ذلك، لذلك قرر مجل الوزراء الإهتمام بالشروط. وكانت من أهم تلك الشروط، هو لا يقبل في الكلية العسكرية إلا من أكمل الدراسة المتوسطة على أن يدرس ثلاث سنوات في الكلية العسكرية وعند نجاحهم يحولون إلى صف العشائر الذي يدرس فيه الموضوعات المدنية فمن ينجح يحول إلى صف مستجد، أما الراسبون فيخرجون من الجيش. ولم يطرأ على الكلية العسكرية تغييرات تُذكر بعد دخول العراق عصبة الأمم المتحدة من حيث المناهج وشروط القبول، إلا أنها اتجهت إلى الإهتمام بأبناء العشائر، بالإضافة إلى استخدام العراقيين في الهيئة التدريسية والاستغناء عن الأجانب في تدريس اللغة الإنجليزية، وأوصت اللجنة الوزارية في عام 1932 بإنقاص صف من صفوف الكلية العسكرية وجعلها صفين بدل ثلاثة، على أن يكون طلابها ممن أكملوا الدراسة الثانوية، وهدف اللجنة من ذلك هو زيادة قوات الدفاع مع تأمين بعض الإقتصاد في ميزانية وزارة الدفاع، مع إضافة صف إحتياطي ثالث يسمى صف العشائر لإعداد رؤساء العشائر لدخول الكلية العسكرية، وفي سنة 1935 تقرر أن يكون من شروط القبول في الكلية العسكرية إكمال الطالب الدراسة الثانوية.

## أشهر خريجي الكلية العسكرية

### الرؤساء
- المشير الركن عبد السلام عارف دورة 17
- المُهيب الركن أحمد حسن البكر دورة 17
- المشير عبد الله السلال دورة 16
- الفريق الركن محمد نجيب الربيعي دورة 1
- الفريق عبد الرحمن عارف دورة 13

### نواب رئيس الجمهورية
- الفريق الركن صالح مهدي عماش النداوي دورة 23
- الفريق الطيار الركن حردان عبد الغفار التكريتي دورة 25

### رؤساء الوزراء
- الفريق الركن عبد الكريم قاسم دورة 8
- الفريق طاهر يحيى محمد عكيلي العنزي دورة 10
- الفريق حسن حسين يحيى العمري دورة 16
- اللواء الركن ناجي طالب محمد علي العنزي دورة 15
- اللواء الطيار الركن عارف عبد الرزاق الكبيسي دورة 20
- اللواء حمود حمود عائض الجائفي دورة 17

### قادة عسكريين
- الفريق أول الركن عبد الجبار خليل شنشل البكري دورة 18
- الفريق أول الركن سعد الدين عزيز مصطفى دورة 25
- الفريق أول الركن نزار عبد الكريم فيصل الخزرجي دورة 34
- الفريق أول الطيار الركن عدنان خير الله طلفاح مسلط الناصري دورة 37
- الفريق أول الركن حسين رشيد محمد التكريتي دورة 38
- الفريق أول قوات خاصة الركن عبود كنبر هاشم المالكي دورة 44
- الفريق أول الركن عبد الأمير رشيد يار الله يوسف شبر اللامي دورة 68
- الفريق أول الركن عبد الوهاب عبد الزهرة زبون سعد الساعدي دورة 69
- الفريق الركن محمد رفيق عارف أمين القيماقجي دورة 1
- الفريق الركن أحمد صالح العبدي دورة 8
- الفريق الركن إبراهيم عبد الرحمن الداود دورة 28
- الفريق الركن رعد مجيد الحمداني دورة 49
- الفريق حماد شهاب أحمد التكريتي دورة 22
- اللواء الركن حسيب وفيق الربيعي دورة 1
- اللواء الطيار الركن سامي محمد علي فتاح دورة 2
- اللواء الركن مزهر إسماعيل الشاوي العبيدي دورة 3
- اللواء الركن شاكر محمود شكري دورة 12
- اللواء الركن محسن حسين الحبيب دورة 15
- اللواء الركن عبد العزيز العقيلي دورة 15
- اللواء الركن إبراهيم فيصل الأنصاري دورة 18
- اللواء الركن عبد الكريم فرحان حبيب مروح حمود الزبيدي دورة 18
- اللواء حمودي مهدي دورة 15
- اللواء رشيد مصلح طه آل الصباغ التكريتي دورة 16
- اللواء محمد عبد الولي عبد الله نعمان البناء دورة 17
- اللواء خليل جاسم الدباغ دوره 18
- العميد الطيار الركن جلال جعفر الأوقاتي دورة 12
- العقيد جمال جميل الجبوري دورة 5
- العميد سلام عبد الله الرازحي دورة 17
- المقدم أحمد يحيى الثلايا دورة 17

## أمراء الكلية
| سابقة تشريفية                | الرتبة العسكرية   | الأسم الكامل               | في المنصب               | نوع التكليف |
| ---------------------------- | ----------------- | -------------------------- | ----------------------- | ----------- |
| آمر المدرسة العسكرية الملكية | المقدم            | جميل فهمي                  | 1924/03/12 - 1925/02/01 | أصالة       |
| آمر المدرسة العسكرية الملكية | المقدم الركن      | محمد أمين زكي              | 1925/02/02 - 1925/07/15 | أصالة       |
| أمر المدرسة العسكرية الملكية | المقدم            | توفيق وهبي                 | 1925/07/16 - 1930/05/5  | أصالة       |
| آمر المدرسة العسكرية الملكية | العقيد            | خالد الزهاوي               | 1930/05/06 - 1934/05/08 | أصالة       |
| آمر المدرسة العسكرية الملكية | المقدم            | عبد الرزاق حسين            | 1934/05/08 - 1936/11/10 | أصالة       |
| آمر المدرسة العسكرية الملكية | العقيد الركن      | شاكر الوادي                | 1936/11/11 - 1937/08/13 | أصالة       |
| آمر المدرسة العسكرية الملكية | العقيد            | توفيق سعيد الدملوجي        | 1937/08/14 - 1939/02/12 | أصالة       |
| آمر المدرسة العسكرية الملكية | المقدم الركن      | بدري أسماعيل               | 1939/02/15 - 1939/11/12 | أصالة       |
| آمر الكلية العسكرية الملكية  | المقدم            | عبد القادر العزاوي         | 1939/10/13 - 1941/06/16 | أصالة       |
| آمر الكلية العسكرية الملكية  | العقيد الركن      | علي غالب أسماعيل           | 1941/08/13 - 1942/08/13 | أصالة       |
| آمر الكلية العسكرية الملكية  | العقيد            | ياسين حسن                  | 1942/08/13 -/1944/08/15 | أصالة       |
| آمر الكلية العسكرية الملكية  | المقدم الركن      | حسيب الربيعي               | 1944/08/16 - 1944/08/31 | أصالة       |
| آمر الكلية العسكرية الملكية  | العقيد الركن      | امين عبد الحميد            | 1944/09/01 - 1946/11/30 | أصالة       |
| آمر الكلية العسكرية الملكية  | العقيد الركن      | عبد القادر سعيد            | 1936/12/01 - 1948/02/02 | أصالة       |
| آمر الكلية العسكرية الملكية  | العميد الركن      | علاء الدين محمود           | 1951/2/11 - 1953/11/30  | أصالة       |
| آمر الكلية العسكرية الملكية  | الزعيم الركن      | عمر علي                    | 1953/11/30 - 1954/9/16  | أصالة       |
| آمر الكلية العسكرية الملكية  | أمير اللواء الركن | عادل أحمد راغب             | 1956/2/6 - 1956/11/1    | أصالة       |
| آمر الكلية العسكرية الملكية  | أمير اللواء الركن | عبد الرزاق حمودي           | 1957/12/2 - 1958/7/17   | أصالة       |
| آمر الكلية العسكرية          | العقيد            | عبداللطيف الدراجي          | 1958/8/14 - 1958/12/8   | أصالة       |
| آمر الكلية العسكرية          | الزعيم الركن      | داوود سلمان الجنابي        | 1958/12/8 - 1959/3/16   | أصابة       |
| آمر الكلية العسكرية          | الزعيم            | احمد صالح سليم             | 1959/3/29 - 1963/2/8    | أصالة       |
| آمر الكلية العسكرية          | العميد الركن      | سعيد صالح القطان           | 1963/2/23 - 1963/11/17  | أصالة       |
| آمر الكلية العسكرية          | العقيد الركن      | عرفان عبد القادر وجدي      | 1963/11/18 - 1965/9/13  | أصالة       |
| آمر الكلية العسكرية          | العميد الركن      | عدنان احمد عبد الجليل      | 1965/10/6 - 1966/9/18   | أصالة       |
| آمر الكلية العسكرية          | العميد الركن      | نصيف جاسم السامرائي        | 1966/9/10 - 1968/5/2    | أصالة       |
| آمر الكلية العسكرية          | العميد الركن      | عبد العزيز توفيق           | 1968/4/30 - 1968/1/21   | أصالة       |
| آمر الكلية العسكرية          | العقيد الركن      | داوود محمد الجنابي         | 1969/1/27 - 1970/4/12   | أصالة       |
| آمر الكلية العسكرية          | العميد الركن      | حسين عبد الجبار            | 1970/4/13 - 1970/5/5    | أصالة       |
| آمر الكلية العسكرية          | العميد الركن      | داوود محمد الجنابي         | 1970/5/5 - 1973/2/1     | وكالة       |
| آمر الكلية العسكرية          | العميد            | محمود محسن العرس           | 1973/2/1 - 1975/8/10    | أصالة       |
| آمر الكلية العسكرية          | العميد الركن      | داوود محمد الجنابي         | 1974/8/10 - 1978/4/3    | أصالة       |
| آمر الكلية العسكرية          | العميد الركن      | عبدالله عبد اللطيف الحديثي | 1976/4/25 - 1976/8/20   | أصالة       |